# Isola del Principe Edoardo
L'Isola del Principe Edoardo (in inglese Prince Edward Island; in francese Île-du-Prince-Édouard; in gaelico canadese Eilean a' Phrionnsa o Eilean Eòin), comunemente abbreviata in P.E.I., è una provincia del Canada. Assieme al Nuovo Brunswick e alla Nuova Scozia è una delle tre Province marittime.
È un'isola situata nel golfo di San Lorenzo, a nord della Nuova Scozia. Con i suoi 5.685,73 km² di estensione e 140.204 abitanti, costituisce l'omonima provincia del Canada, nonché la più piccola dell'intero Stato nordamericano. È entrata a far parte della confederazione nel 1873. L'isola ha la forma di una mezzaluna ed è lunga 224 km mentre la sua larghezza varia dai 6 ai 64 km. Il litorale, lungo 850 km, è l'habitat naturale di innumerevoli uccelli marini ma, in estate, anche di numerosi bagnanti perché l'acqua, grazie alla Corrente del Golfo che arriva fino alle coste, raggiunge i 22 °C.
L'isola è stata unita al continente (provincia del Nuovo Brunswick) dal "Confederation Bridge" nel 1997. L'imponente struttura, che attraversa lo stretto di Northumberland, è lunga 13 km ed è costata oltre un miliardo di dollari. Gli isolani ostacolarono in tutti i modi leciti la costruzione del ponte per la paura di essere sommersi dai turisti, per il timore dell'aumento della criminalità e per il terrore di perdere la loro identità culturale. Fortunatamente le pessimistiche previsioni non si sono avverate e nonostante gli oltre un milione di turisti l'anno l'isola ha mantenuto tutto il suo fascino, tanto che la rivista Traveland Leisure l'ha inserita tra le dieci isole più belle del mondo.
Il capoluogo è Charlottetown. L'animale simbolo dello Stato è la ghiandaia azzurra, mentre il fiore è un genere di orchidea.
Come scritto nello stemma, il motto dello Stato è Parva Sub Ingenti.

## Storia
Prima dell'arrivo degli europei, l'isola era abitata dalla popolazione dei Mi'kmaq che la chiamavano Abegweit, ovvero "cullata dalle onde". Nel 1534 giunse sull'isola l'esploratore francese Jacques Cartier. Nel 1603 Samuel de Champlain rivendicò l'isola come parte della colonia francese di Acadia, battezzandola Saint-Jean. Fra il 1745 e il 1748, una parte dell'Acadia (inclusa l'Isola del Principe Edoardo) fu controllata dagli inglesi.
Nuovamente occupata dalle truppe britanniche durante la Guerra franco-indiana (nel 1758), l'isola fu definitivamente ceduta dalla Francia con il Trattato di Parigi del 1763. L'isola divenne prima parte della Nuova Scozia e poi nel 1763 fu dotata di amministrazione autonoma. Prese il nome di Principe Edoardo nel 1799 in onore di Edoardo Augusto di Hannover (quartogenito di Giorgio III e padre della Regina Vittoria), e ricoprì poi un ruolo determinante nella storia canadese. Fu infatti nella capitale Charlottetown che nel 1864 i "Padri della Confederazione" si riunirono per discutere l'Unione delle Colonie inglesi in Nord America. Dopo la Conferenza di Quebec, nel 1867 nacque ufficialmente il Dominion del Canada cui la P.E.I., dopo un periodo di riflessione, aderì il 1º luglio 1873.

## Geografia

### Geografia fisica
Conosciuta come il Giardino del Golfo, l'isola si trova nel Golfo di San Lorenzo a ovest dell'Isola del Capo Bretone, a nord della penisola della Nuova Scozia, e ad est del Nuovo Brunswick. La sua sponda meridionale dà sullo Stretto di Northumberland. L'isola possiede due aree urbane. La più grande circonda il porto di Charlottetown, situato in posizione centrale, e consiste nella capitale Charlottetown, e le cittadine di Cornwall e Stratford. Un'area molto più piccola è quella di Summerside, situato sulla costa meridionale, 40 km a ovest di Charlottetown.
Il paesaggio dell'isola è quello pastorale: dolci colline, foreste, spiagge di sabbia bianca, baie e la famosa terra rossa caratterizzano la geografia e l'ambiente dell'Isola del Principe Edoardo. Il paesaggio dell'isola ha formato non solo la sua economia, ma anche la cultura dei suoi abitanti. Le piccole comunità rurali, nonché le città e i villaggi in tutta la provincia, con orgoglio mantengono l'idea di una crescita lenta che accompagni il sapore delle vecchie cose. L'economia della maggior parte delle comunità rurali dell'isola sono basate su una piccola scala, come in agricoltura, dove le dimensioni della proprietà sono ridotte se confrontate con quelle del resto del Canada. Vi è però una crescente quantità di allevamenti di tipo industriale, come risultato di vecchie fattorie che sono andate consolidandosi e modernizzandosi.
La costa in buona parte è costituita da una combinazione di lunghe spiagge, dune, scogliere in arenaria rossa, con paludi di acqua salata e numerose baie e porticcioli. Le spiagge sono composte di roccia sedimentaria con un'alta concentrazione di ferro ossidato.

## Società

### Lingue
Il censimento canadese del 2016 ha rilevato una popolazione di 142.910 persone. Delle 140.020 risposte singole alla domanda sulla lingua madre, le lingue maggiormente citate sono state:
| Posizione | Lingua                  | Numero  | Percentuale |
| --------- | ----------------------- | ------- | ----------- |
| 1.        | Inglese                 | 128.005 | 94,9%       |
| 2.        | Francese                | 4.865   | 3,5%        |
| 3.        | Mandarino               | 2.165   | 1,6%        |
| 4.        | Arabo                   | 575     | 0,4%        |
| 5.        | Olandese                | 465     | 0,3%        |
| 6.        | Tagalog                 | 365     | 0,3%        |
| 7.        | Tedesco                 | 320     | 0,2%        |
| 8.        | Spagnolo                | 305     | 0,2%        |
| 9.        | Cinese, non specificato | 295     | 0,2%        |
| 10.       | Cantonese               | 210     | 0,2%        |
| 11.       | Nepalese                | 200     | 0,1%        |
| 12.       | Persiano                | 175     | 0,1%        |
| 13.       | Russo                   | 140     | 0,1%        |
| 14.       | Coreano                 | 120     | <0,1%       |

### Religione
- Cristiani: 80%
  - Cattolici: 48%
  - Protestanti: 25%
    - Chiesa Unita: 10%
    - Presbiteriani: 5,9%
      - Battisti: 4,5%
      - Pentecostali: 0,7%

    - Altri Protestanti: 3,8%

  - Anglicani: 4,9%
  - Testimoni di Geova: 0,4%
  - Altri Cristiani: 2,5%
- Altro: 11,5%
- Atei e agnostici: 8%

### Etnie e minoranze straniere
Note: questa statistica rappresenta la singola risposta (ad es., "tedesco") o quella multipla (ad es., "in parte cinese, in parte inglese") al censimento canadese del 2001. "Canadese" non è necessariamente associato a un gruppo etnico o razziale, ma semplicemente è un'identificazione di canadese, senza alcuna specifica definizione etnica.
| Origine Etnica                          | Popolazione | Percentuale |
| --------------------------------------- | ----------- | ----------- |
| Canadesi                                | 60.000      | 44,98%      |
| Scozzesi                                | 50.700      | 38,01%      |
| Inglesi                                 | 38.330      | 28,74%      |
| Irlandesi                               | 37.170      | 27,87%      |
| Francesi                                | 28.410      | 21,30%      |
| Tedeschi                                | 5.400       | 4,05%       |
| Olandesi                                | 4.130       | 3,10%       |
| Acadiani (Francesi)                     | 3.020       | 2,26%       |
| Amerindi                                | 2.360       | 1,77%       |
| Gallesi                                 | 1.440       | 1,08%       |
| Statunitensi                            | 640         |             |
| Polacchi                                | 615         |             |
| Italiani                                | 605         |             |
| Libanesi                                | 525         |             |
| Danesi                                  | 420         |             |
| Norvegesi                               | 325         |             |
| Ucraini                                 | 320         |             |
| Svedesi                                 | 315         |             |
| Belgi                                   | 240         |             |
| Meticci                                 | 245         |             |
| Cinesi                                  | 225         |             |
| Ungheresi                               | 225         |             |
| Britannici, inclusi negli inglesi       | 210         |             |
| Spagnoli, compresi gli ispano-americani | 175         |             |
| Ebrei                                   | 165         |             |
| Russi                                   | 160         |             |
| Svizzeri                                | 145         |             |
| Finlandesi                              | 135         |             |
| Inuit                                   | 120         |             |

Fonte: Statistics Canada